# 씨에스피
씨에스피(Csp, 본명: 박인엽, 1986년 6월 20일 ~ )는 대한민국의 래퍼이다. 2001년 크루로 출발한 Soul Connection Inc.의 현 C.E.O.로, Lil Cheezy와 함께 Crispi Crunch라는 팀의 멤버로도 활동하고 있다. 현재 엽집엔터테인먼트 대표이다.

## 바이오그래피

### 데뷔
Csp는 초등학교 6학년 때 조PD의 노래를 접하면서 힙합에 대한 관심을 갖게 되었고, 중학교 1학년 때는 녹음을 시작하였으며, 곧 그의 주변 친구들과 크루 Soul Connection을 결성하기에 이르렀다. 초창기 Soul Connection은 뚜렷한 성과물을 남긴 것은 없으나 주로 언더그라운드 무대 공연에 서며 활동하였고, 특히 밀림 등의 온라인에서의 활동이 큰 비중을 차지하였다.
2004년에는 KeyReal과 함께 Ironic Blues PJ라는 프로젝트성 듀오로 활동하기도 했던 그는, 2006년 즈음 UnderKorea와 계약을 맺고 첫 번째 앨범을 준비하여 5월 발표하였다. 이 앨범은 그 당시 신인이었던 그의 인지도를 감안할 때 괜찮은 성적을 거뒀으며 Soul Connection의 이름을 알리는 데 확실한 공헌을 하였다.

### Soul Connection의 C.E.O.
이후 Csp는 Maslo, Keyreal과 함께 Soul Connection을 이끄는 대표 아티스트로써 종횡무진 활동하였으며, Soul Connection이 한국 힙합씬에서 무시할 수 없는 크기로 성장할 수 있도록 도움을 주었다. 2006년 말 그는 Soul Connection의 정식 브랜드 공연 "Rapsody" 무대를 마지막으로 군입대를 하면서 활동을 일시 중단하였다 (그러나 군생활 도중 국군방송에 출연하여 자신의 대표곡 Until the End를 소화하여 화제가 되기도 하였다).
2007년 9월 Soul Connection의 레이블로 전환하면서 Csp는 비록 입대 중이었지만 Maslo와 함께 C.E.O.가 되었고, 제대 후 컴필레이션 앨범 RapsodY를 준비하면서 Soul Connection을 메인스트림에 진출시킬 계획을 세웠다. 이 와중에도 Soul Connection은 크리스마스 싱글 발표와 전국 투어 공연 등 바쁜 일정을 계속해서 소화하였다. RapsodY가 발표된 이후에는 Csp는 Maslo, Jepp Blackman, Still PM과 함께 4인조 팀의 형식으로 가요 무대의 문을 두드렸으며, Hey Ma 등의 곡으로 활동하였다. 이들은 방송 무대에 몇 번 출연하였으나 만족스러운 성적을 거두지는 못하였다.
이러한 대중적인 스타일의 활동이 이어지면서 일부 Soul Connection의 상업화를 비판하는 목소리가 더욱 높아졌고, 팬 베이스는 기존의 힙합 리스너와는 별개로 굳어졌다. Csp는 다시 Still PM과 Black Out의 성공적인 데뷔를 위한 기반을 만들기 위해 두 번째 앨범을 제작, 2009년 7월에 발표하였다. 이후 Csp는 디지털 싱글 한 장을 더 발표한 것 외에는 Soul Connection의 업무에 집중하여 소속 아티스트들의 활동 기반을 만드는 데 주력하였다.

### Crispi Crunch
Still PM과 Black Out의 활동을 서포트해주던 Csp는 2010년에 들어 타타클랜의 공명정대, Lil Cheezy와 함께 무대에서 호흡을 맞추어갔고, 이 셋은 Crispi Crunch라는 팀을 결성하기에 이르렀다. 이들의 스타일은 흥겹고 대중적인 음악이 주를 이루었다. 이들의 첫 번째 싱글은 2010년 11월 발표되었다.
한편 2011년 들어 Soul Connection을 비판하는 목소리가 한층 높아졌고, 이는 JTONG이 디스곡 〈똥〉을 내놓으면서 절정에 치달았다. 곡이 발표된 지 며칠 안 되어 Maslo는 〈똥개〉란 곡으로 반격을 내놓아 디스전은 2차로 접어들었고, 양측의 팬들이 치열하게 대립하는 양상이 벌어졌다. 안티팬들의 기세도 이때 최고에 달해 Soul Connection은 대부분의 힙합 매니아들 사이에서 따돌림 받는 지경에 이르렀다. 설상가상으로 2011년 5월 Maslo가 마리화나 흡연 혐의로 구속되면서, Soul Connection의 활동은 위축되었고, Csp가 단독으로 Soul Connection을 이끌어가게 되었다.
한편 2011년 여름 Crispi Crunch는 공명정대가 견해 차로 빠지면서 2인조로 재정비되었다. 이들은 JS프라임 엔터테인먼트와 계약을 맺고 Thumbs Up으로 본격적인 방송 진출을 시도하였다.
그 후 1집 "멘붕타임"을 발표하여 크리스피 크런치는 대중들에게 알려지기 시작하였다. 장르를 EDM으로 전향하여 EDM 아티스트 들과 콜라보를 했으며 최근 DJ 한민 과의 콜라보 "갱스터그램"이 인기를 끌었다.

### 2012년 이후
Csp가 이끄는 Soul Connection은 현재 새로운 도약을 예고하며, Maslo의 컴백 및 Freelow 등 신인을 발표하였다. 그러나 이내 활동은 잠잠해졌고, Soul Connection은 자체 휴식기에 들어가면서 Csp의 모습 역시 많은 곳에서 볼 수 없었다. 2013년 5월에는 온라인을 통해 벙개송 형태의 신곡 〈심벙〉을 발표하였다.
2016년 2월 CSP는 6년 동안 연애했던 동갑내기 여자친구와 웨딩마치를 올렸다
대표곡: Until the End, Fall in Love, Come on Boy, 〈유리잔〉

## 디스코그래피
- 2006년 See as P LP
- 2009년 Come on Boy LP
- 2009년 《유리잔》 디지털 싱글
- 2015년 《뒷담화》 미니앨범
- 2015년 《맘에 안들죠》 디지털 싱글

## Andup의 디스
2011년 5월 JTONG과 Soul Connection 간의 디스전, 그리고 Maslo의 마리화나 흡연 사건이 터진 후 Csp는 자신의 심경을 담은 벙개송 〈좆망〉이란 곡을 Soul Connection 공식 팬클럽을 통해 발표하였다. 이틀 후, Andup이 이에 대한 디스곡인 〈똥망〉을 온라인으로 공개하였으며, 트위터를 통해 "소울커넥션 디스곡을 부르고 내려온 제이통형에게 Csp가 꼬리 살랑인 사건은 이기기 위해 꾸며낸 이야기가 아닌 100% 팩트입니다"라고 주장하였다. 곧바로 Csp는 팬클럽을 통해 그 주장은 사실이 아니라고 반박하는 한편 자신의 가사에 대한 해석글을 적어 올렸다.
이 디스곡은 어느 정도의 파장을 일으켰지만 Andup의 실력에 대해 의문을 제기하는 사람들과 함께 제3자가 쓸데없이 디스전에 끼어든다는 의견 등이 제시되면서 끝이 났다.

## DJ SODA 디스
2015년 CSP가 소속 된 팀 크리스피 크런치는 클럽 옥타곤에서 공연을 하였는데 공연 도중 다음 순서였던 DJ SODA가 에코 백스핀(노래 중단)을 걸어 크리스피 크런치가 공연이 끝나지도 않은 채 무대에서 내려가게 된 웃지 못할 헤프닝이 벌어졌다. 당시 동영상 속 CSP의 당황하는 모습이 보여 사전 합의가 전혀 없었던 것으로 보여져 화제가 되었다. 이렇다시피 이 사건이 큰 파장을 일으키자 2015년 4월 CSP는 Dj 소다 디스곡 〈맘에 안들죠〉를 발표하였다. 이 노래의 뮤직비디오는 굉장히 고퀄리티로 만들어졌고 쥬얼리의 멤버였던 김예원을 패러디하여 화제가 되었다. 후에 DJ SODA 측은 억울하다는 주장을 페이스북에 계시하였으나 개연성이 없다는 사람들의 비판 속에 글은 삭제된다. 이 사건은 EDM 씬에서 큰 화제가 되었고 소울 커넥션 이후 힙합씬에서의 입지가 없어진 CSP의 존재를 리스너들의 기억속에 다시금 각인시키게 되는 계기가 되었다.

## 결혼
2016년 2월, CSP는 동갑내기 여자친구와 웨딩마치를 올렸으며 페이스북을 통해 행복한 신혼여행을 공개하여 화제가 되었다

## 이름
- Csp는 그가 데뷔 때부터 써온 이름이다. 첫 앨범 See as P를 발표하면서 "자신을 박인엽 (P)으로 봐달라"라는 의미의 "See as P"라는 의미를 부여하였다.[1]